# Wrightstown (Nova Jersey)
Wrightstown és una població dels Estats Units a l'estat de Nova Jersey. Segons el cens del 2006 tenia 741 habitants.

## Demografia
Segons el cens del 2000, Wrightstown tenia 748 habitants, 312 habitatges, i 181 famílies. La densitat de població era de 164,1 habitants/km².
Dels 312 habitatges en un 33,3% hi vivien nens de menys de 18 anys, en un 28,2% hi vivien parelles casades, en un 25,3% dones solteres, i en un 41,7% no eren unitats familiars. En el 34,6% dels habitatges hi vivien persones soles el 7,4% de les quals corresponia a persones de 65 anys o més que vivien soles. El nombre mitjà de persones vivint en cada habitatge era de 2,37 i el nombre mitjà de persones que vivien en cada família era de 3,09.
Per edats la població es repartia de la següent manera: un 29,7% tenia menys de 18 anys, un 10,2% entre 18 i 24, un 33,2% entre 25 i 44, un 18,4% de 45 a 60 i un 8,6% 65 anys o més.
L'edat mediana era de 31 anys. Per cada 100 dones de 18 o més anys hi havia 88,5 homes.
La renda mediana per habitatge era de 27.500 $ i la renda mediana per família de 29.375 $. Els homes tenien una renda mediana de 28.889 $ mentre que les dones 25.417 $. La renda per capita de la població era de 14.489 $. Aproximadament el 22,8% de les famílies i el 24% de la població estaven per davall del llindar de pobresa.

## Poblacions més properes
El següent diagrama mostra les poblacions més properes.